# Le Breuil-Bernard
Le Breuil-Bernard és un municipi francès situat al departament de Deux-Sèvres i a la regió de la Nova Aquitània. L'any 2007 tenia 454 habitants.

## Demografia

### Població
El 2007 la població de fet de Le Breuil-Bernard era de 454 persones. Hi havia 181 famílies de les quals 37 eren unipersonals (21 homes vivint sols i 16 dones vivint soles), 78 parelles sense fills, 54 parelles amb fills i 12 famílies monoparentals amb fills.
La població ha evolucionat segons el següent gràfic:
Habitants censats

### Habitatges
El 2007 hi havia 195 habitatges, 179 eren l'habitatge principal de la família, 10 eren segones residències i 5 estaven desocupats. 192 eren cases i 2 eren apartaments. Dels 179 habitatges principals, 149 estaven ocupats pels seus propietaris, 28 estaven llogats i ocupats pels llogaters i 2 estaven cedits a títol gratuït; 1 tenia una cambra, 13 en tenien dues, 27 en tenien tres, 48 en tenien quatre i 90 en tenien cinc o més. 164 habitatges disposaven pel capbaix d'una plaça de pàrquing. A 64 habitatges hi havia un automòbil i a 103 n'hi havia dos o més.

### Piràmide de població
La piràmide de població per edats i sexe el 2009 era:
| Homes | Edats   | Dones |
| ----- | ------- | ----- |
| 0     | 95 o +  | 0     |
| 0     | 90 a 94 | 0     |
| 12    | 85 a 89 | 4     |
| 4     | 80 a 84 | 4     |
| 16    | 75 a 79 | 20    |
| 4     | 70 a 74 | 8     |
| 0     | 65 a 69 | 4     |
| 8     | 60 a 64 | 4     |
| 20    | 55 a 59 | 0     |
| 40    | 50 a 54 | 28    |
| 8     | 45 a 49 | 16    |
| 8     | 40 a 44 | 8     |
| 16    | 35 a 39 | 8     |
| 16    | 30 a 34 | 12    |
| 0     | 25 a 29 | 12    |
| 4     | 20 a 24 | 16    |
| 8     | 15 a 19 | 8     |
| 20    | 10 a 14 | 4     |
| 4     | 5 a 9   | 12    |
| 0     | 0 a 4   | 12    |

## Economia
El 2007 la població en edat de treballar era de 282 persones, 231 eren actives i 51 eren inactives. De les 231 persones actives 220 estaven ocupades (115 homes i 105 dones) i 10 estaven aturades (5 homes i 5 dones). De les 51 persones inactives 31 estaven jubilades, 13 estaven estudiant i 7 estaven classificades com a «altres inactius».

### Ingressos
El 2009 a Le Breuil-Bernard hi havia 183 unitats fiscals que integraven 478,5 persones, la mediana anual d'ingressos fiscals per persona era de 16.061 €.

### Activitats econòmiques
Dels 4 establiments que hi havia el 2007, 2 eren d'empreses de construcció, 1 d'una empresa d'hostatgeria i restauració i 1 d'una empresa de serveis.
L'únic servei als particulars que hi havia el 2009 era un restaurant.
L'any 2000 a Le Breuil-Bernard hi havia 20 explotacions agrícoles que ocupaven un total de 704 hectàrees.

## Equipaments sanitaris i escolars
El 2009 hi havia una escola elemental.

## Poblacions més properes
El següent diagrama mostra les poblacions més properes.